# Amsterdamsche Football Club Ajax 1968-1969
Questa voce raccoglie le informazioni riguardanti l'Amsterdamsche Football Club Ajax nelle competizioni ufficiali della stagione 1968-1969.

## Stagione
In questa stagione l'Ajax, dopo aver vinto le tre precedenti edizioni del campionato, arriva secondo in Eredivisie, tre punti indietro ai rivali del Feyenoord che hanno la meglio anche nello scontro in KNVB beker. L'avvenimento più importante è però il raggiungimento della finale della Coppa dei Campioni: dopo aver sconfitto anche il Benfica di Eusébio nei quarti di finale (è però necessario disputare lo spareggio, che viene vinto per 3-0) la squadra giunge all'ultimo atto, che si tiene al stadio Santiago Bernabéu di Madrid. Di fronte c'è il Milan di Nereo Rocco, che termina il primo tempo in vantaggio per 2-0 grazie ad una doppietta di Pierino Prati. Nel secondo tempo un calcio di rigore trasformato dal capitano biancorosso Velibor Vasović riapre la partita, ma in seguito un altro gol di Prati e uno di Angelo Sormani fissano il punteggio sul 4-1 per gli italiani.

## Organigramma societario
Area direttiva
- Presidente:  Jaap van Praag

Area tecnica
- Allenatore:  Rinus Michels

## Rosa
Fonte
| N. |                        | Ruolo | Calciatore          |
| -- | ---------------------- | ----- | ------------------- |
|    | Paesi Bassi (bandiera) | P     | Gert Bals           |
|    | Paesi Bassi (bandiera) | P     | Heinz Stuy          |
|    | Paesi Bassi (bandiera) | D     | Barry Hulshoff      |
|    | Paesi Bassi (bandiera) | D     | Ruud Krol           |
|    | Paesi Bassi (bandiera) | D     | Gerrie Mühren       |
|    | Paesi Bassi (bandiera) | D     | Ton Pronk           |
|    | Paesi Bassi (bandiera) | D     | Wim Suurbier        |
|    | Paesi Bassi (bandiera) | D     | Ruud Suurendonk     |
|    | Paesi Bassi (bandiera) | D     | Theo van Duivenbode |
|    | Jugoslavia (bandiera)  | D     | Velibor Vasović     |

| N. |                        | Ruolo | Calciatore      |
| -- | ---------------------- | ----- | --------------- |
|    | Paesi Bassi (bandiera) | C     | Johan Cruijff   |
|    | Svezia (bandiera)      | C     | Inge Danielsson |
|    | Paesi Bassi (bandiera) | C     | Arie Haan       |
|    | Paesi Bassi (bandiera) | C     | Bennie Muller   |
|    | Paesi Bassi (bandiera) | C     | Sjaak Swart     |
|    | Paesi Bassi (bandiera) | A     | Henk Groot      |
|    | Paesi Bassi (bandiera) | A     | Piet Keizer     |
|    | Paesi Bassi (bandiera) | A     | Klaas Nuninga   |

## Statistiche

### Statistiche di squadra
| Competizione       | Punti | Totale | Totale | Totale | Totale | Totale | Totale |
| Competizione       | Punti | G      | V      | N      | P      | Gf     | Gs     |
| ------------------ | ----- | ------ | ------ | ------ | ------ | ------ | ------ |
| Eredivisie         | 56    | 34     | 25     | 4      | 5      | 73     | 21     |
| KNVB beker         | -     | 3      | 2      | 0      | 1      | 10     | 8      |
| Coppa dei Campioni | -     | 10     | 6      | 1      | 3      | 20     | 11     |
| Totale             |       | 47     | 31     | 5      | 9      | 103    | 40     |